# Myrmecophilus escherichi
Myrmecophilus escherichi is een rechtvleugelig insect uit de familie mierenkrekels (Myrmecophilidae). De wetenschappelijke naam van deze soort is voor het eerst geldig gepubliceerd in 1911 door Schimmer.